# لورین دریفس
لورین دریفس (به انگلیسی: Lorin Dreyfuss) یک بازیگر، تهیه‌کننده فیلم، فیلمنامه‌نویس و نویسنده آمریکایی است.

## آثار
- بتمن: مجموعه پویانمایی (صداپیشه سالو اسمیت)
- اسکیت‌تاون، ایالات متحده (نویسنده و تهیه کننده)